# Pisté de Chichén Itzá
Pisté de Chichén Itzá es una localidad del estado de Yucatán, México, localizada al oriente del estado, en el municipio de Tinum. De acuerdo con los resultados del censo realizado por el INEGI en 2020, tiene una población de más de 6 500 habitantes. Estando muy próxima a la zona arqueológica de Chichén Itzá, su crecimiento y auge reciente se debe al flujo turístico que recibe este importante yacimiento arqueológico maya. 
Pisté es la mayor localidad y principal centro económico del municipio de Tinum. Su principal vía de comunicación es la Carretera Federal 180 que hacia el oeste la comunica con Mérida, la capital del estado localizada a 125 km, y hacia el este con Valladolid, localizada a unos 45 km, así como con Cancún y la autopista Kantunil-Cancún que de Mérida a Kantunil aprovecha el trazo de la Carretera Federal 180.